# Abbé Pierre
Abbé Pierre (născut Henri Marie Joseph Grouès; n. 5 august 1912, Lyon, Rhône⁠(d), Franța – d. 22 ianuarie 2007, Paris, Île-de-France, Franța) a fost un preot catolic și călugăr capucin francez, membru al Résistance, activist social și fondator al organizației Emmaus⁠(en)[traduceți], de solidaritate cu oamenii fără adăpost. Abbé Pierre a fost în topul celor mai populari francezi, până când a cerut, în anul 2005, să nu mai fie listat în astfel de sondaje.

## Biografie
Numele din certificatul de naștere al lui Abbé Pierre era Henri Marie Joseph Grouès și acesta s-a născut în data de 5 august 1912 în familia unui întreprinzător cu situație materială bună din Lyon. Înclinația filantropică a tatălui său i-a servit drept model. În copilărie a rămas impresionat de faptul că tatăl său îngrijea și tundea, în timpul liber, persoane fără adăpost, procurând de asemenea haine și alimente pentru nevoiași.
În anul 1928, la vârsta de 16 ani, Grouès a hotărât să intre într-un ordin monastic catolic. În 1931 a fost inițiat în ordinul călugărilor capucini și a primit numele de frate Phillipe. În anul următor a intrat în abația de la Crest, unde a locuit vreme de șapte ani. În august 1938 a fost hirotonit preot. În anul 1939 a trebuit să părăsească abația din cauza unor probleme de sănătate și a devenit preot de capelă, la un spital de orfelinat, iar apoi la catedrala din orașul Grenoble.
În timpul celui de-Al Doilea Razboi Mondial, s-a înrolat în armata franceză, ocupându-se de aprovizionarea cu alimente și apoi s-a alăturat Rezistenței franceze, activând sub diferite pseudonime pentru a nu putea fi identificat de ocupanții naziști. Din această perioadă a început să fie cunoscut ca Abbé Pierre. 
Abbé Pierre a fost unul dintre susținătorii și organizatorii unui grup specializat în război de gherilă împotriva naziștilor, grup format din civili ai mediilor urbane și rurale din Grenoble și munții Chartreuse. Tot el a creat și ziarul clandestin L'Union patriotique indépendante. A fost arestat în 1944 de către naziști, dar a reușit să scape și a fugit prin Spania, trecând marea spre Africa. A ajuns în Algeria unde s-a alăturat trupelor generalului Charles de Gaulle. A devenit preot în marina franceză pe nava Jean Bart, ajungând un adevărat simbol al Rezistenței franceze. După război a fost medaliat cu Croix de Guerre 1939–1945 și Médaille de la Résistance. De asemenea, Abbé Pierre a ajutat la salvarea multor evrei în perioada cât a stat în Franța ocupată.
În anul 1945, după eliberarea Franței, Abbé Pierre a decis să candideze ca deputat, cu acordul arhiepiscopului de Paris. În perioada 1945-1946 a fost deputat independent, apropiat de Mișcarea Populară Republicană (Mouvement Républicain Populaire), partid creștin-democrat format din foști membri ai Rezistenței. În anul 1946 a devenit membru al acestui partid. În anul 1950 a părăsit mișcarea și s-a alăturat pentru scurt timp Ligii Tinerei Republici (Ligue de la jeune République), partid de orientare creștin socialistă. În cele din urmă, în anul 1951, după terminarea mandatului de deputat, a hotărât să renunțe la cariera politică, dedicându-se proiectului Emmaus.
Emmaus este o mișcare fondată în anul 1949 de către Abbé Pierre a cărei misiune asumată este ajutorarea tuturor nevoiașilor, orfanilor și oamenilor fără adăpost. În data de 1 februarie 1954, Abbé Pierre a lansat un apel umanitar la postul de radio RTL⁠(en)[traduceți], apel care a generat „insurecția bunătății”. Această schimbare de atitudine a opiniei publice față de oamenii străzii și cei oropsiți a fost tematizată în filmul Hiver 54, l'abbé Pierre. Acțiunile sale l-au făcut un personaj extrem de charismatic și popular în întreaga Franță și nu numai. A fost deseori invitat la posturile de radio și la televiziuni.
În anul 1956 s-a întâlnit cu Habib Bourguiba pe care a încercat să-l convingă să obțină independența Tunisiei pe căi pașnice, fără violență. În aceiași perioadă, Abbé Pierre a obținut o audiență la președintele american Dwight D. Eisenhower și la regele Muhammad al V-lea al Marocului. De asemenea, a intrat în legătură cu activistul indian Jayaprakash Narayan și cu Indira Gandhi, prim-ministru al Indiei. 
În anul 1983 s-a întâlnit cu președintele italian Sandro Pertini pentru a discuta în favoarea lui Vanni Mulinaris, închis din cauza relației sale cu Brigăzile Roșii. Abbé Pierre a protestat împotriva condițiilor de detenție ale lui Mulinaris și a făcut mai multe zile de greva foamei în Catedrala din Torino.
În anul 1984 Abbé Pierre a susținut inițiativa prim-ministrului francez Laurent Fabius de a crea programul de ajutor social Revenu minimum d'insertion. În același an a organizat cu ocazia Crăciunului o strângere de fonduri masivă pentru nevoiași. În anul 1988 s-a întâlnit și cu reprezentanții Fondului Monetar Internațional pentru a discuta cu privire la dificultățile financiare ale lumii.
În anii 1990 Abbé Pierre a fost preocupat de numeroase teme de interes pe plan internațional. I-a cerut președintelui François Mitterrand să se implice în medierea părților antrenate în Războiul din Golf pentru a duce la încheierea ostilităților, făcând apel public și către George H. W. Bush și Saddam Hussein. Începând cu anul 1995 a militat pentru sfârșitul războiului din Iugoslavia, criticând agresiunile autorităților sârbe împotriva populației musulmane bosniece. De asemenea, a fost un puternic susținător al cauzei palestiniene și un critic al politicilor statului Israel. Acest fapt l-a făcut să se implice în cazul lui Roger Garaudy, acuzat de negarea Holocaustului în anul 1998. Sprijinul oferit lui Garaudy l-a costat pe Abbé Pierre, fiind aspru criticat de către comunitatea evreiască, dar și de către arhiepiscopul de Paris, cardinalul Jean-Marie Lustiger, care s-a dezis public de acesta. În replică, susținătorii lui Abbé Pierre au amintit faptul că acesta a salvat zeci sau sute de evrei în timpul războiului, iar Abbé Pierre a afirmat că nu susține negaționismul, ci libertatea de exprimare și de aceea s-a implicat în cazul lui Garaudy, vechi prieten. Din cauza scandalului, Abbé Pierre a hotărât să se retragă o perioadă la o abație din Italia.
Abbé Pierre a primit în anul 2004 Legiunea de onoare din partea președintelui Jacques Chirac.
Abbé Pierre a murit în data de 22 ianuarie 2007 la spitalul militar Val-de-Grâce din Paris la vârsta de 94 de ani. Funeraliile sale au avut loc pe data de 26 ianuarie la Catedrala Notre-Dame din Paris unde au participat președintele Jacques Chirac, predecesorul său, Valéry Giscard d'Estaing, prim-ministrul Dominique de Villepin, membrii guvernului francez și multe alte personalități politice ale Franței.

## Numismatică
Cu ocazia împlinirii a 100 de ani de la nașterea lui Abbé Pierre, Monnaie de Paris a pus în circulație o monedă comemorativă, cu valoarea nominală de 2 €, cu efigia acestuia, în iulie 2012.